# Karel Kryl
Karel Kryl (Kroměříž, 12. travnja 1944. – München, 3. ožujka 1994.), češki kantautor i pjesnik.

## Životopis
Rođen je 12. travnja 1944. u obitelji čija je imovina konfiscirana od strane Čehoslovačke države 1948. godine.   Kryl je studirao u industrijskoj školi gdje se specijalizirao u keramici. Diplomirao je 1962. godine. Kryl se preselio u Pragu 1968. godine kao asistent na čehoslovački televiziji. Za vrijeme Praškog proljeća, Kryl je izdao svoj prvi album "Bratříčku zavírej vrátka". Album je objavljen početkom 1969. godine, a ubrzo je bio zabranjen i uklonjen s polica.
Kryl napušta Čehoslovačku 1969. Njegov drugi album, "Rakovina" je bio zabranjen u Čehoslovačkoj; Međutim, kopije su prokrijumčarene u zemlju te je album postao popularan. Za života je pisao pjesme i na poljskom i njemačkom jeziku.
U studenom 1989. godine, tijekom Baršunaste revolucije, Kryl se vratio u Čehoslovačku da prisustvuju majčinu pogrebu. Isprva je bio oduševljen događajima, ali je kasnije je navodno postao razočaran preobrazbom društva. On je nastavio pisati prosvjedne pjesme kojima je kritizirao političare i druge osobe odgovorne za neuspjeh tranzicije zemalja u demokraciju. Za života je izdao 10 albuma. Zbog stanja u zemlji, odlučio se vratiti u Njemačku. Dana 3. ožujka 1994., samo mjesec dana prije svog pedesetog rođendana, Karel Kryl umire od srčanog udara u münchenskoj bolnici.